# Youthless
«Youthless» es una canción del músico estadounidense Beck, lanzada como tercer y último sencillo del álbum Modern Guilt en 2008. El lanzamiento de la canción tiene una mezcla alternativa de "Youthless" y una canción, no incluida en Modern Guilt, llamada "Half & Half". El sencillo lanzado en formato siete pulgadas se presionó en vinilo blanco. La descarga digital del sencillo sólo está disponible en el Reino Unido.

## Video musical
El video musical, dirigido por Kris Moyes, presenta juguetes de Beck, muñecas y estatuas trabajadas por manos con guantes, entonces las muñecas y los juguetes de Beck comienzan a cantar y bailar.

## Lista de canciones
1. "Youthless (Mix K)" (3:01)
2. "Half & Half" (2:21)